# Brigitte Pixner
Brigitte Pixner (* 1942 in Wien) ist eine österreichische Autorin. Sie schreibt Lyrik, Erzählungen, Aphorismen und Romane.

## Leben
Brigitte Pixner lebt in Wien und ist mit Gottfried Pixner verheiratet. Sie absolvierte ein Studium der Rechtswissenschaften und war von 1981 bis 1987 verantwortliche Redakteurin von „Bakschisch – Zeitschrift für humorvolle und skurrile Texte“, in der unter anderem Beiträge von H.C. Artmann, Alois Brandstetter, Werner Dürrson, Paul Flora, Fritz Kalmar und Ernst Schönwiese erschienen.
Pixner ist Mitglied des Österreichischen P.E.N.-Clubs, des Literaturkreises Podium und des Österreichischen Schriftsteller/innenverbands. Ihre Erzählungen und Gedichte wurden in Zeitungen (Die Furche, Salzburger Nachrichten, Rheinischer Merkur) und in Literaturzeitschriften (Literatur und Kritik, Pannonia, El Correo Gallego) abgedruckt. Pixners Texte finden sich in Anthologien (Mosaik, PEN-Club, Suhrkamp) und in Schullesebüchern und wurden teilweise im ORF veröffentlicht. Der Verein Harmonica Classica hat eine Vertonung von Pixners Gedichten als Wienerlied-CD veröffentlicht. Pixner publiziert auch auf Englisch, Ungarisch und Spanisch.

## Auszeichnungen
- 1995 Theodor-Körner-Preis
- 2003 Inge-Czernik-Förderpreis für Lyrik
- 2006 Wolfgang A. Windecker-Preis für Lyrik

## Werke
- Zeitflocken. Gedichte. Europäischer Verlag, Wien 1977.
- Blau-Säure-Bilder. J. G. Bläschke Verlag, Sankt Michael 1980, ISBN 978-3705310407.
- Posthuman. Prosa. Desire & Gegenrealismus, Wien 1981, ISBN 978-3-88397-037-0.
- Spitzbergen rückt näher. Czernik-Verlag „Edition L“, Loßburg im Schwarzwald 1992, ISBN 978-3927932593.
- Die Zeit hängt am Haken. Verlag freier Autoren, Fulda 1994, ISBN 3-88611-154-7.
- Der Geist aus der Flasche trinkt Coca-Cola. Gedichte. Heyn, Klagenfurt 1996, ISBN 3-85366-819-4.
- Das Kuckucksei. Heitere Verse. Heyn, Klagenfurt 1997, ISBN 3-85366-859-3.
- Da schau her! Pfiffiges in Mund-Art. Heyn, Klagenfurt 1999, ISBN 3-85366-928-X.
- Die Wienothek. Heitere Wien-Gedichte. Heyn, Klagenfurt 2003, ISBN 3-7084-0009-7.
- Heiter aus der Luft gegriffen. Heitere Kurzgeschichten. Eigenverlag B. Pixner, Wien 2008.
- Roter Schrei, Leben. Erzählungen. Eigenverlag B. Pixner, Wien 2009.
- Die Maschinenpredigt. Roman. Eigenverlag B. Pixner, Wien 2010.